# Leonina
Die Leonina war eine Goldmünze im römischen Kirchenstaat. Sie wurde unter Papst Leo XII. in den Münzstätten Rom und Bologna 1825 geprägt und als Ausgabedatum gilt das Frühjahr 1826.
Dargestellt wurde eine Weltkugel mit einem Teil des Tierkreiszeichens Löwe (namensgebend). Eine weibliche Allegorie hält mit der rechten Hand einen Kelch, mit der linken ein auf ihren Schultern liegendes Kreuz. Eine Umschrift lautet: Populis expiatis, 1825. G. Cerbara f. Die andere Seite der Münze zeigt das Wappen des Papstes mit der Devise Leo XII. P.M. Anno III. und die Buchstaben R. B. für die Münzstätten.
Der Rand führt als Umschrift „Dilexi Decorem Domus Tuae“, welche ins Deutsche mit „Ich habe die Schönheit Deines Hauses hochgeachtet“ übersetzt werden kann.